# Mẻ

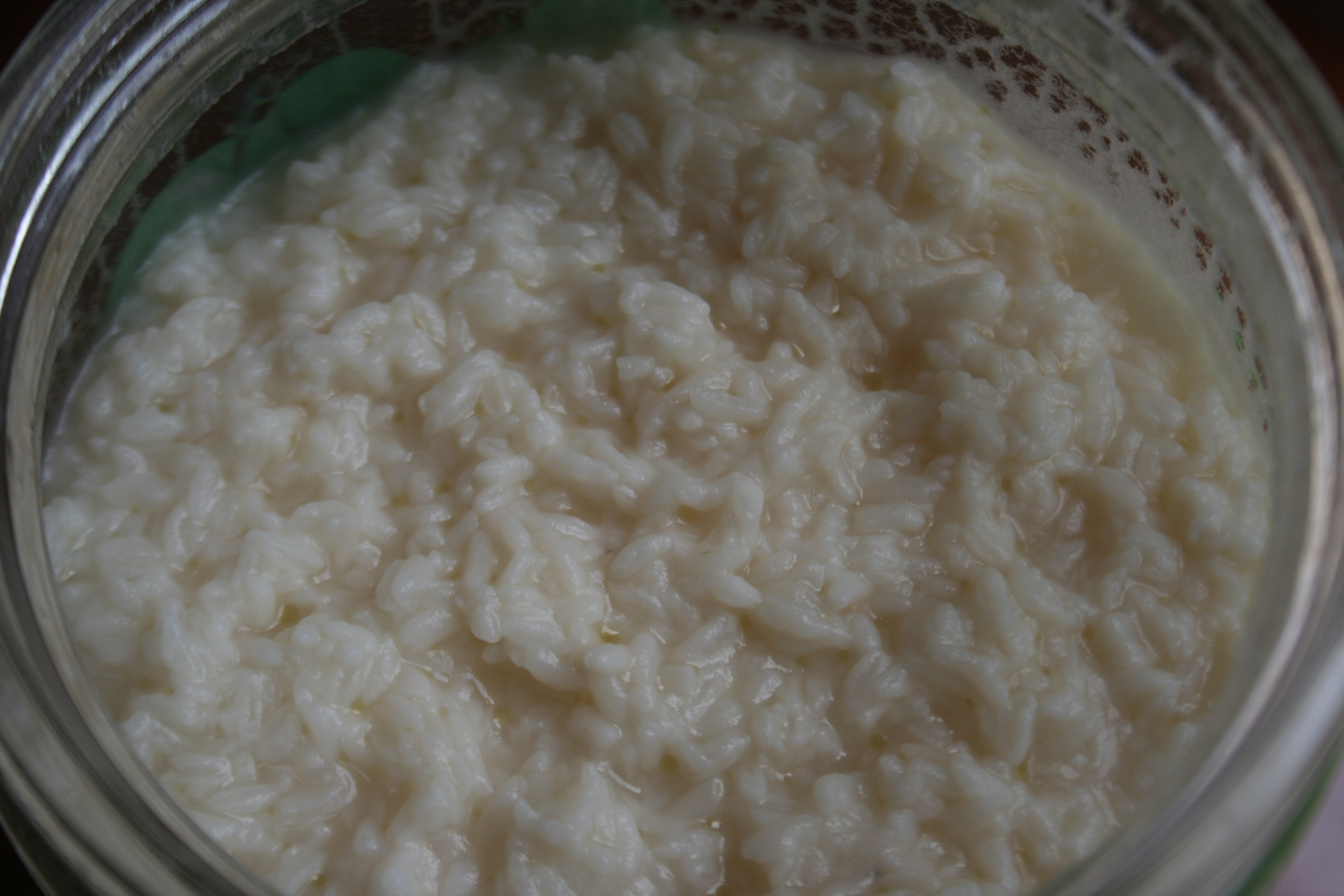
Cơm mẻ

Mẻ hay cơm mẻ là một gia vị truyền thống trong ẩm thực Việt Nam có vị chua gắt và thơm đặc trưng, thường được làm từ cơm nguội hoặc bún và có xuất xứ từ miền Bắc Việt Nam. Cơm mẻ bổ dưỡng, giàu đạm, vitamin, acid lactic, không chỉ tương trợ cho một số món ăn trở nên thơm ngon, đặc biệt, mà còn có những lợi ích nhất định đối với sức khỏe con người.
Mẻ được bày bán theo dạng làm sẵn ở chợ tại các hàng bán đủ thứ đồ khô, rau dưa, gia vị; hoặc như một gia vị kèm theo khi người đi chợ mua thịt sơ chế về nấu nhựa mận hay thịt chân giò lợn thui. Người nội trợ cũng không quá khó khăn để có thể làm một hũ mẻ và nuôi tại nhà cho sử dụng lâu dài. Là một vị trong 5 vị cơ bản của ẩm thực người Việt, mẻ luôn khẳng định được giá trị khác biệt của nó so với những thứ gia vị quả chua khác.

## Thành phần và đặc điểm

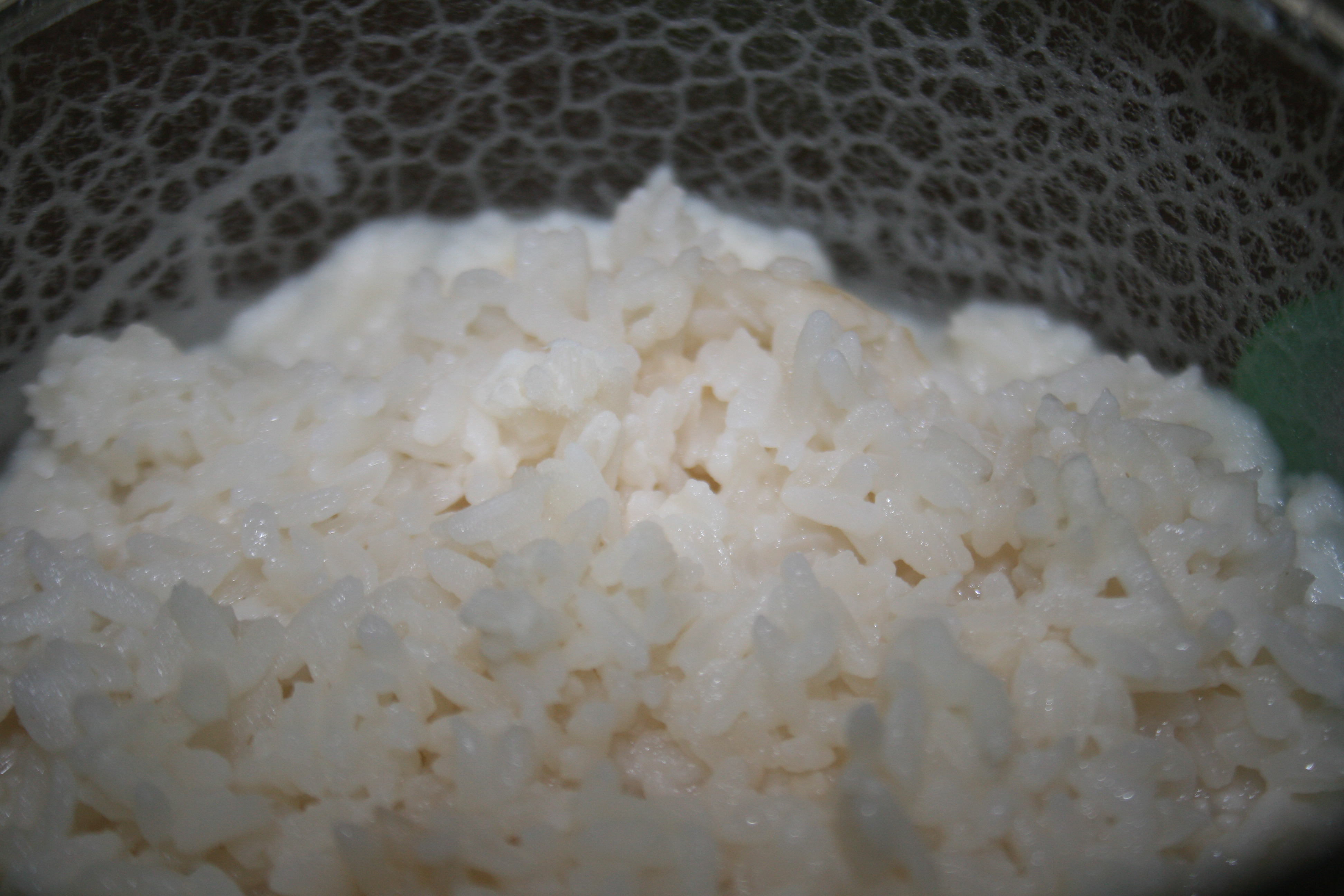
Các con mẻ nhỏ xíu bò trên thành lọ kết thành từng chùm

Mẻ là cơm hoặc bún được ủ lên men có vị chua. Quá trình len men này nhờ một loại vi khuẩn kị khí, biến tinh bột và đường thành acid lactic. Chính loại acid này tạo nên vị chua của mẻ.
Trong cơm mẻ sẽ bao gồm các thành phần như con mẻ, vi khuẩn lên men, nấm men, acid lactic.
Trong đó, con mẻ là một loại tuyến trùng hữu ích có tên khoa học Panagrellus redivivus, kích thước rất nhỏ nhưng vẫn có thể quan sát bằng mắt thường. Chúng bò ngọ nguậy trên bề mặt cơm trong hũ cũng như thành hũ và các dụng cụ. Thức ăn của con mẻ sẽ là nấm men. Con mẻ có hàm lượng protein cao, có chức năng hỗ trợ dinh dưỡng cho con người. Tuy nhiên, con mẻ thực chất không đóng vai trò cốt yếu trong quá trình lên men của cơm hay bún, mà chỉ báo hiệu cho con người biết chất lượng của cơm mẻ có đạt chuẩn hay không.

## Làm mẻ và nuôi mẻ
Gây mẻ không cần nhiều công đoạn nhưng đòi hỏi người làm phải có kinh nghiệm. Mẻ thường được nuôi trong các hũ mẻ, là các lọ thủy tinh hay hũ sành, sứ, vừa đảm bảo sạch sẽ vừa thẩm mỹ. Tuy nhiên, lọ thủy tinh được ưa chuộng hơn do dễ dàng kiểm tra mẻ bằng mắt thường. Nếu chọn hũ sành, sứ thì phải múc lên mỗi lần kiểm tra, dễ khiến mẻ nhiễm khuẩn, bị hư, mốc và không bảo quản được lâu.
Có rất nhiều cách gây mẻ:
1- Cho một chén cơm nguội và một ít nước đường vào một lọ thủy tinh sạch, rồi đậy thật kín. Sau hơn một tuần là có mẻ để sử dụng.
2- Dùng nước cơm. Khi nấu cơm, chắt lấy một bát nước cơm, để nguội. Sau đó cho vào lọ, đậy kín lại.
Cũng giống như muối dưa cải, nếu muốn mẻ nhanh chua, có thể cho một ít mẻ có sẵn vào lọ mẻ mới gây. Điều cần phải nhớ là đóng nắp lọ thật kín vì đây là loại vi khuẩn kị khí.
Mẻ có thể được làm với bún. Cách làm mẻ từ bún có thể nói là nhanh nhất và cho thành phẩm ngon, khó hư vì tự bản thân bún là bột gạo để trở chua nhẹ rồi lại được làm chín trong nước sôi. Tuy nhiên do nhiều lý do (có thể cả vấn đề cảm giác, nếu nhìn sợi bún chưa phân hủy hết trong cơm mẻ), việc làm mẻ bằng bún không được thông dụng như bằng cơm nguội.
Để mẻ tồn lại được lâu, cần phải cung cấp thức ăn cho vi khuẩn trong dụng cụ nuôi mẻ, nhất là sau khi lấy một phần mẻ để sử dụng. Thường thì cho thêm một chén cơm nguội vào. Nhớ là phải phủ kín cơm bằng mẻ có trong dụng cụ nuôi.

## Ứng dụng

### Các món ăn sử dụng cơm mẻ

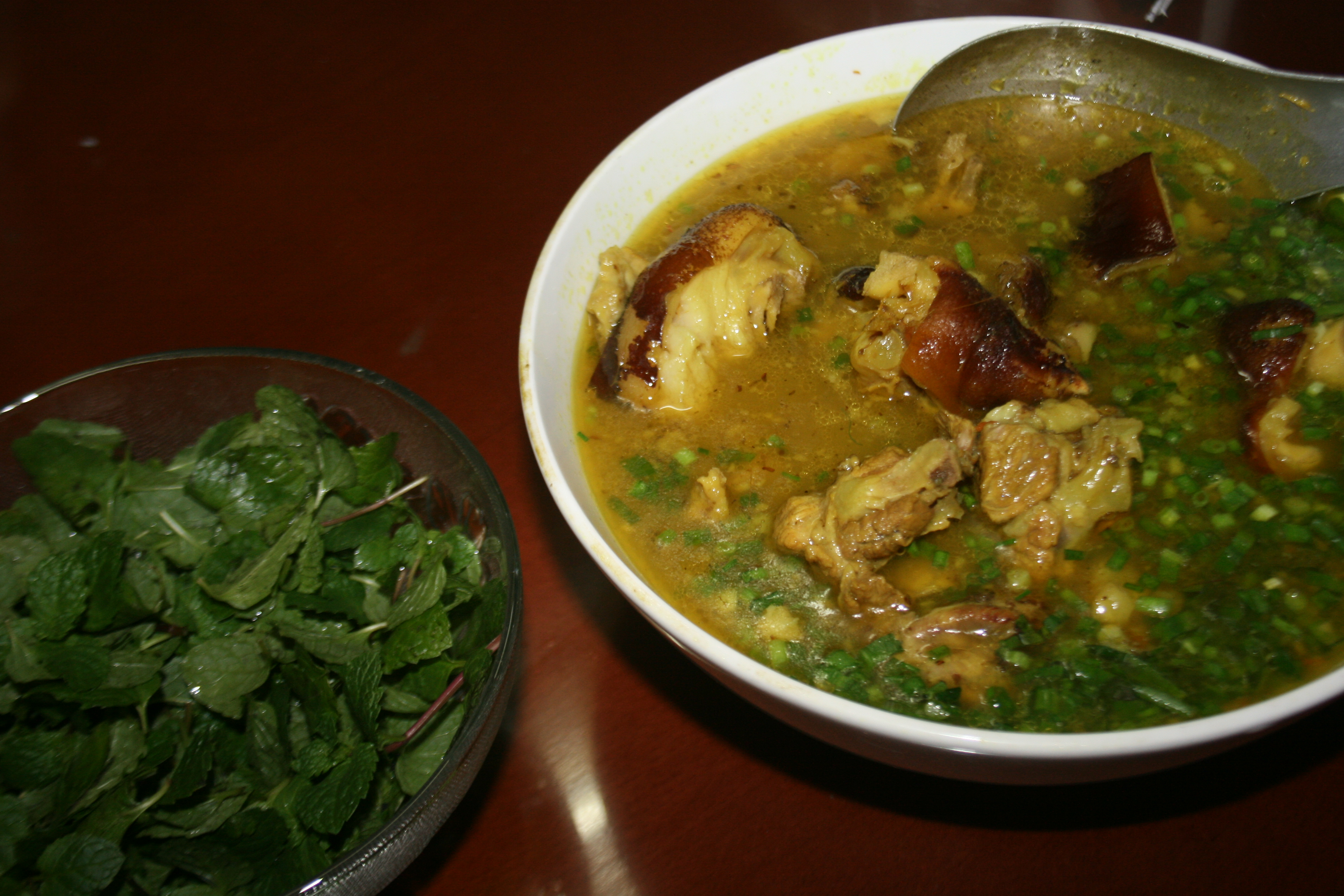
Một bát canh chân giò nấu giả cầy có sử dụng riềng, mắm tôm và cơm mẻ

Cơm mẻ được lấy ra khỏi hũ đựng, tán mịn, lọc qua rây để loại bỏ những hạt cơm chưa được phân hủy (có thể thêm chút nước khuấy lên trước cho dễ lọc) để lấy được thành phẩm dạng nước sánh đặc, trắng đục, chua thơm, sử dụng trong vô số các món ăn của ẩm thực Việt Nam trải khắp ba miền. Một danh sách có thể không bao giờ đầy đủ thường được biết đến bao gồm các món om, lẩu, chả nướng, canh chua v.v.

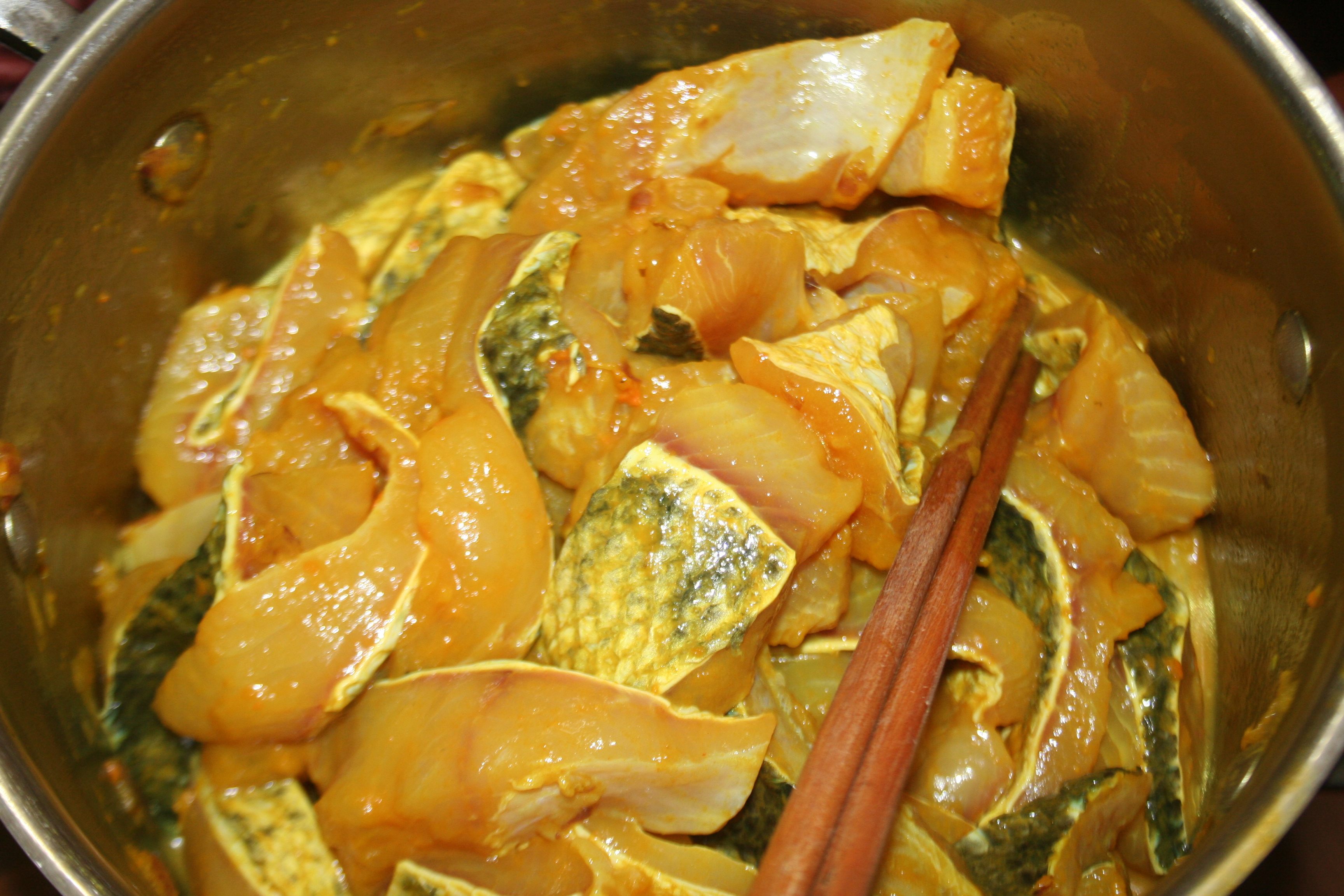
Cá quả sơ chế và tẩm ướp riềng, mẻ, mắm tôm phục vụ cho món chả cá

Riềng và mẻ là hai loại gia vị có tính đối ngược trong đó riềng thì thơm, cay nồng thuộc tính nóng; mẻ lại thanh, chua thuộc tính mát, khi kết hợp với nhau chúng lại tạo ra một sự hòa quyện bất ngờ, được dùng trong nhiều món ăn khác nhau như các món chả nướng, món om, món gỏi. Điển hình trong đó là chả cá kiểu chả cá Lã Vọng, chả thịt heo nướng riềng mẻ, vịt nướng riềng mẻ, cá trắm, cá quả nướng riềng mẻ, lươn om riềng mẻ.
Các món lẩu, canh lấy mùi vị chua thơm của cơm mẻ có thể kể đến tôm càng nhúng lẩu chua cơm mẻ, lẩu cua đồng, lẩu ốc bươu cơm mẻ, ốc nấu đậu phụ chuối xanh (ốc nấu giả ba ba), thịt trâu cơm mẻ, chuột đồng nấu chua cơm mẻ, lẩu gà cơm mẻ, canh mồng tơi nấu chua.
Các món canh cá nấu chua sử dụng cơm mẻ, rất thường được biết đến với tên gọi canh cá giấm mẻ, canh chua cá linh, canh cá dọc mùng, canh chua cơm mẻ bông so đũa, cá lóc nấu mẻ, canh chua cá rô cơm mẻ, canh chua cá đuối cơm mẻ.
Mẻ cũng được sử dụng để pha chế thành nước chấm cho các món ăn, thường kết hợp với sả, ớt, riềng, tỏi. Các món sử dụng nước chấm cơm mẻ phổ biến bao gồm gỏi nhệch chấm cơm mẻ, cá lăng nướng chấm cơm mẻ dầm ớt, cá chạch nướng chấm cơm mẻ, ốc luộc trong nước cơm mẻ hoặc luộc chấm cơm mẻ sả ớt.

### Ứng dụng khác
Mẻ còn thường được sử dụng làm thức ăn nuôi cá bột (nhưng không sử dụng cơm mẻ mà chỉ lấy con mẻ), kết hợp với một vài nguyên liệu khác làm mồi câu cá tra) v.v.

## Sản phẩm thay thế
Trong những thời điểm bất khả kháng (chẳng hạn tại cộng đồng người Việt hải ngoại) khi không thể có cơm mẻ làm gia vị cho các món ăn đặc trưng cần cơm mẻ (như món giả cầy), sữa chua không đường có thể được sử dụng để thay thế.

## Hình ảnh

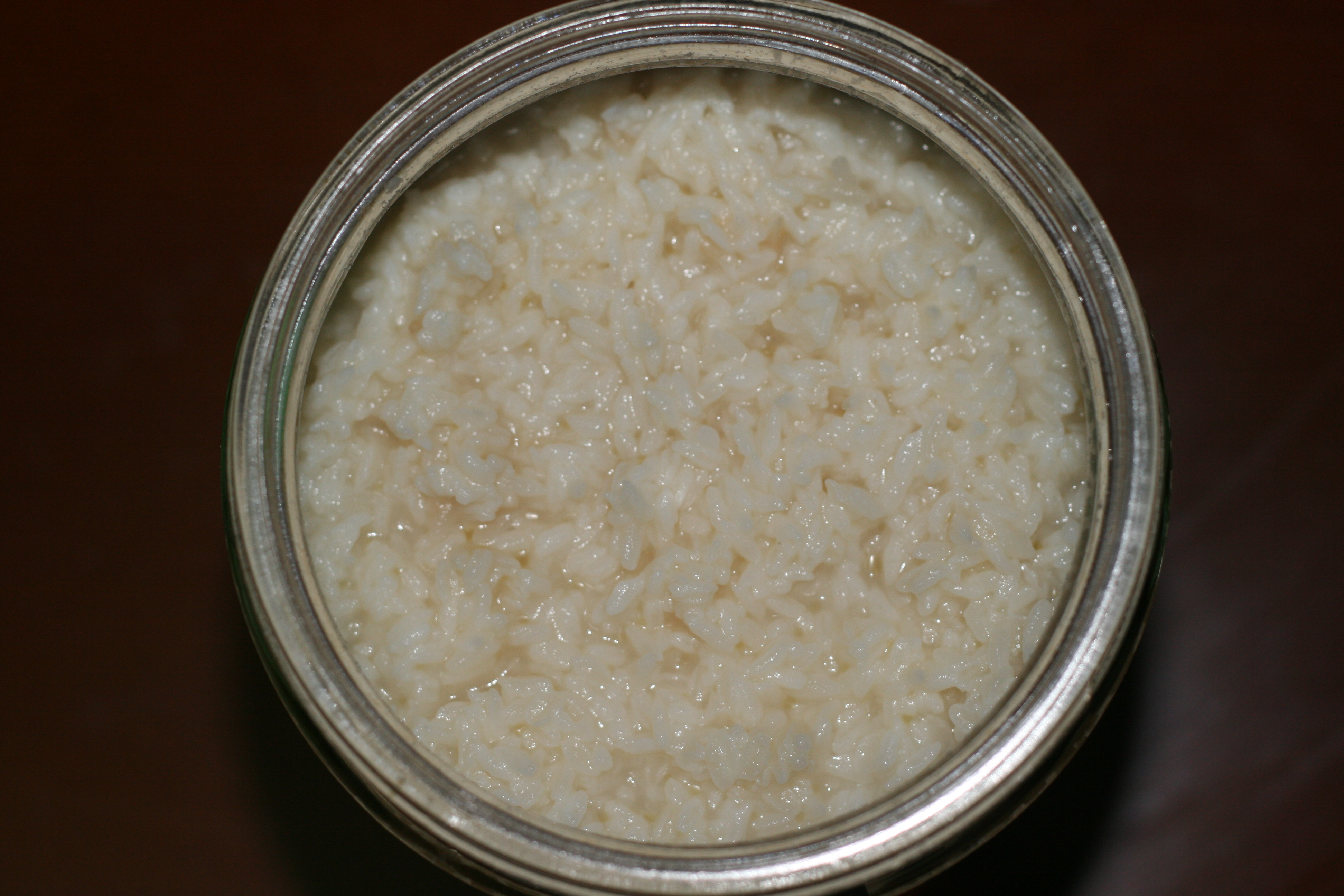
Chính diện một lọ thủy tinh đựng cơm mẻ đã rất ngấu.
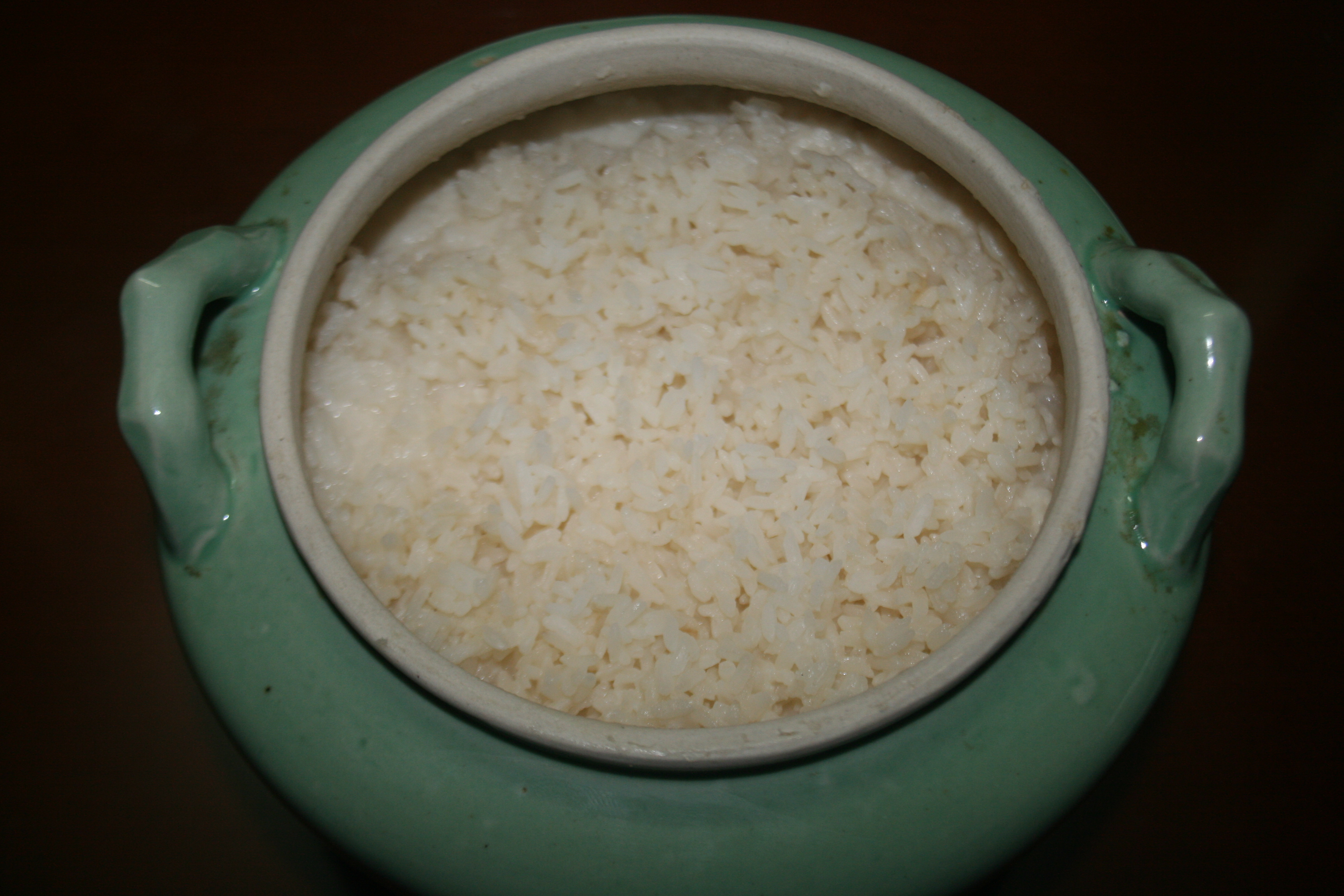
Một hũ sứ với cơm nguội mới được bổ sung nuôi mẻ.